# AL B.シュア!
AL B.シュア!（Al B. Sure!、本名・アルバート・ジョセフ・ブラウンIII、1968年6月4日-）は、アメリカ合衆国のアフロアメリカン・ブラック・コンテンポラリー歌手である。ニュージャックスウィングの曲やバラードなどで、ソウル・ヒットを放った。ヒット曲としては、「ミスアンダースタンディング」などがある。

## 来歴
彼はコンテストに出場した際に、クインシー・ジョーンズから歌手になることをすすめられたという。その後、ヘヴィD&ザ・ボーイズのアルバムで歌を聴かせたりしていたが、1988年にテディ・ライリーを制作に迎え、ファースト・アルバムをリリースすることができた。同アルバムからは、早くも「ナイト・アンド・デイ」がソウル・チャートで大ヒットとなっている。

## ディスコグラフィ

### アルバム
- In Effect Mode (1988, Warner Bros.)
- Private Times... and the Whole 9! (1990, Warner Bros.)
- Sexy Versus (1992, Warner Bros.)
- The Very Best of Al B. Sure! (2003, Warner Bros./Rhino/Atlantic)
- Honey I'm Home by Al B Sure! (2009, Hidden Beach Recordings)

### シングル
- ナイト・アンド・デイ (1988)
- ミスアンダースタンディング(1990)